# Fluke

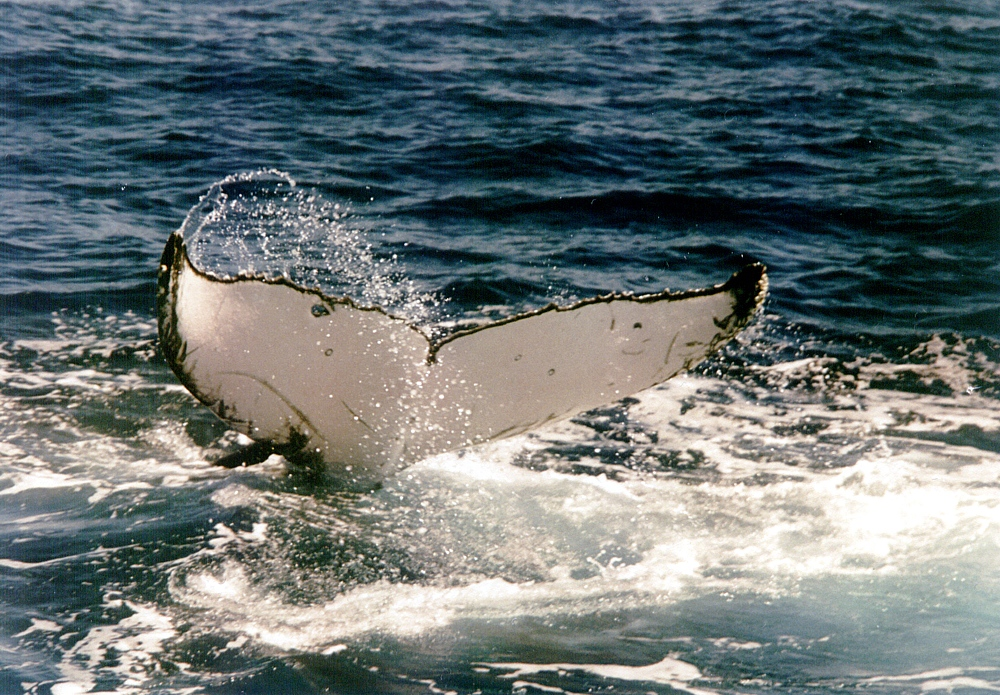
Fluke eines Buckelwals

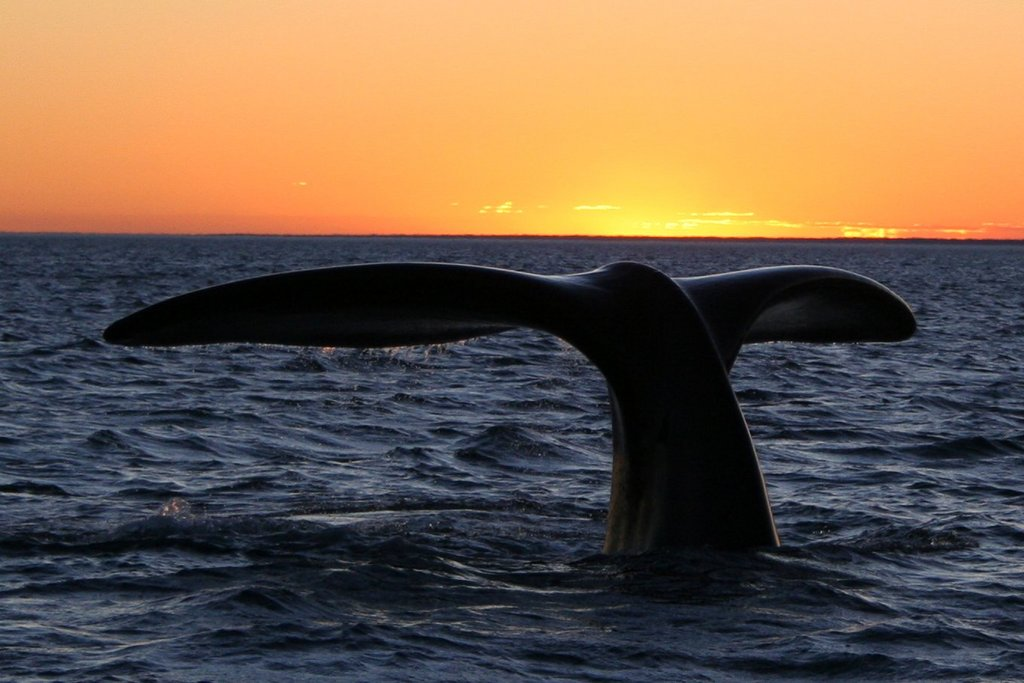
Zum Vergleich: Fluke eines Glattwals

Die Fluke ist die Schwanzflosse der Wale sowie der Seekühe. Im Gegensatz zur Schwanzflosse der Fische ist die Fluke dieser Meeressäuger horizontal zum Körper ausgerichtet und wird nur von Bindegewebe in Form gehalten, enthält also keine Knochen. Die Wirbelsäule endet im Flukenstiel.
Die horizontale Ausrichtung rührt von der Anatomie der Wirbelsäule bei Säugetieren her. Säuger können ihre Wirbelsäule besser und kraftvoller in vertikaler Richtung bewegen (auch Menschen paddeln mit Füßen und Beinen besser „auf und ab“ als „hin und her“); bei Fischen ist die bevorzugte Bewegung der Wirbelsäule, im Gegensatz zum Säuger, horizontal (also „hin und her“). Die Ausrichtung der Fluken ist daher geeignet, Fische von Säugern zu unterscheiden.
Evolutionstheoretisch betrachtet handelt es sich bei der äußeren Ähnlichkeit von Fluke und Fischflosse um eine Analogie, d. h. um eine Parallelentwicklung aufgrund ähnlicher Umweltbedingungen. Ein weiteres Beispiel dafür ist die Schwanzflosse der Ichthyosaurier, die wie bei den Fischen senkrecht steht, aber mit der Wirbelsäule im unteren Teil.
Die Fluke dient vor allem dem Vortrieb im Wasser. Auch für die Stabilisierung des Körpers im Wasser spielt sie eine Rolle. Des Weiteren ermöglicht ein Blut-Kapillarsystem innerhalb der Fluke einen kontrollierten Temperaturaustausch mit der Umgebung. Von einigen Walen wird die Fluke auch als Werkzeug bei der Jagd eingesetzt: Vor allem bei Schwertwalen wurde beobachtet, wie Beutetiere mit der Fluke aus dem Wasser geschleudert oder mit einem Flukenschlag betäubt wurden.
Die Fluke wird häufig zur Bestimmung der Walart und bei einigen Walarten aufgrund individueller Unterschiede in Musterung und Umriss zur Identifikation des Einzeltiers verwendet.